# سید احمد لطفی آشتیانی

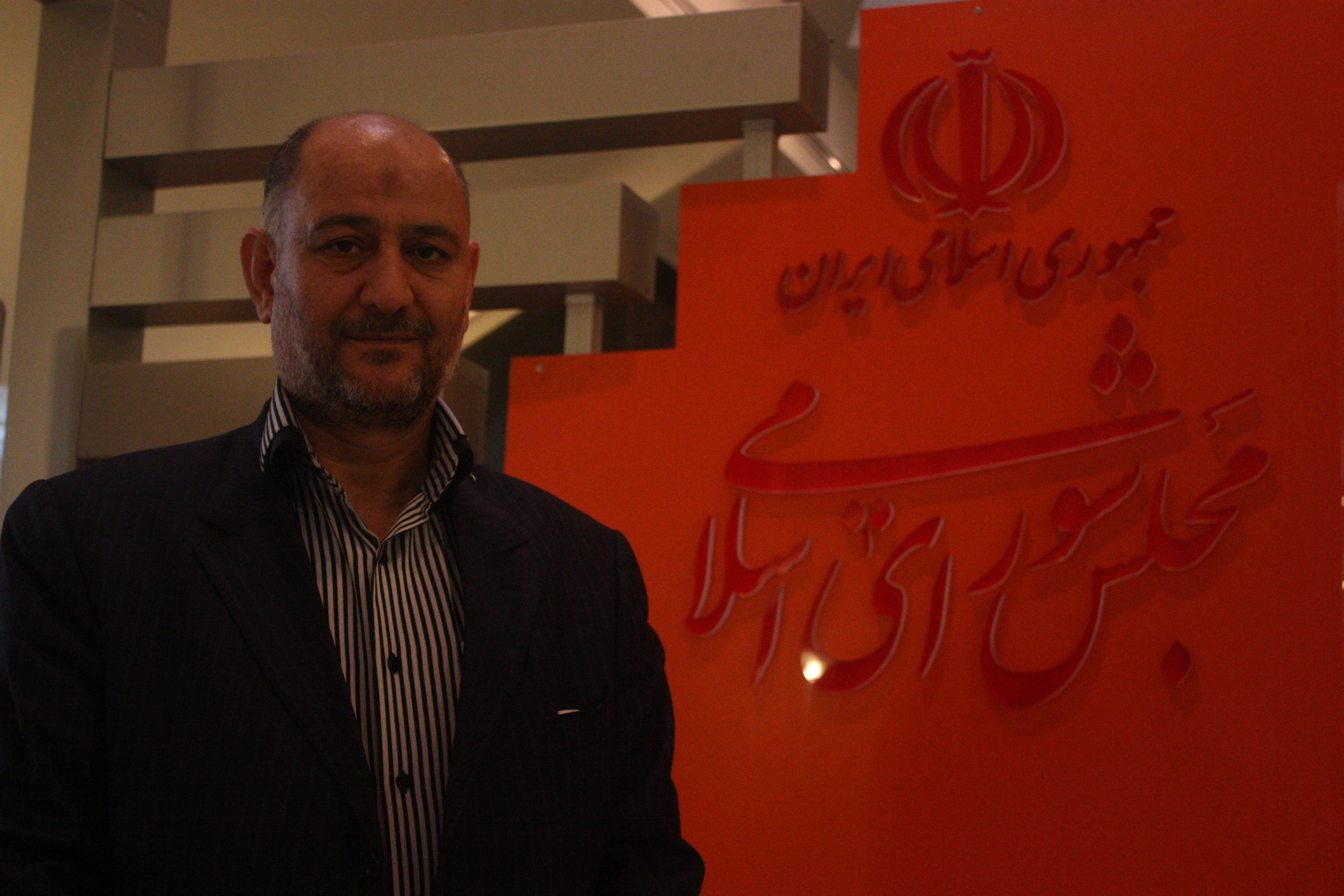

سید احمد لطفی آشتیانی (زادهٔ ۱۳۳۹ در آشتیان) نمایندهٔ حوزهٔ انتخابیهٔ اراک و کمیجان در دورهٔ هشتم مجلس شورای اسلامی بوده‌است.

## سوابق کاری
- مشاورآیت اله عباس لطفیان سرگزی در مؤسسه آموزش عالی صحیفه سجادیه و رساله حقوق
- شهردار کمیجان
- مدیر نصب شرکت هپکو اراک
- شهردار اراک در سال ۱۳۸۴
- نماینده مردم اراک کمیجان و خنداب در دوره هشتم مجلس
- عضو هیئت مدیره موظف شرکت پرسی ایران گاز
- عضو هیئت مدیره موظف شرکت محورسازان ایران خودرو
- عضو هیئت مدیره و مدیر عامل مجتمع کارخانجات نورد و لوله اهواز
- عضو هیئت مدیره و قائم مقام مجتمع فولاد خراسان